# Formación Paja

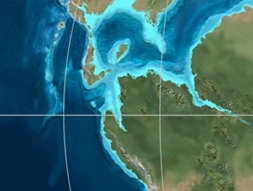
Colombia durante el Cretácico Inferior

La Formación Paja es una formación geológica del Mesozoico que data de las edades  Hauteriviense a Aptiense del Cretácico Inferior, ubicada en el centro de Colombia, extendiéndose por la Cordillera Oriental de los Andes colombianos, en los departamentos de Cundinamarca, Santander y Boyacá. Se compone principalmente de ludolitas con nódulos de areniscas y calizas, que son interpretados como parte de un depósito marino marginal, con zonas anóxicas, en el mar cálido y poco profundo que cubría la mayor parte del territorio colombiano durante el Cretácico. Se divide en tres subdivisiones o miembros, según su litología y posición estratigráfica: Miembro Lutitas negras inferiores, Miembro Arcillolitas abigarradas y Miembro Arcillolitas con nódulos huecos, sobreponiéndose a la Formación Rosablanca y ubicándose debajo de la Formación Tablazo. Entre los principales restos fósiles encontrados en los estratos de esta formación se hallan los de plesiosaurios, ictiosaurios, tortugas marinas, peces teleósteos, ammonites  y foraminíferos, principalmente cerca del pueblo de Villa de Leiva en Boyacá.
La formación lleva el nombre de Quebrada La Paja en Betulia, Santander, y se extiende a través de 450 kilómetros (280 millas) de noreste a suroeste. La Formación Paja se superpone a la Ritoque y Formaciones Rosablanca y está cubierta por el Grupo San Gil y la Simití y Tablazo Formaciones y data de la tarde Hauteriviano a finales del Aptiano . La Formación Paja comprende lutitas, esquistos y nódulos de areniscas y calizas, depositados en una anóxica entorno, en el mar cálido y poco profundo que cubría gran parte del actual territorio colombiano durante el Cretácico.
Inicialmente se consideró que albergaba esmeraldas colombianas, la parte que portaba esmeraldas se redefinió como una formación separada; La Formación Muzo . La Formación Paja Lagerstätte es famosa por sus fósiles de vertebrados y es la formación fosilífera mesozoica más rica de Colombia. Desde la formación se han descrito varios fósiles de reptiles marinos de plesiosaurios, pliosaurios, ictiosaurios y tortugas, y alberga los únicos fósiles de dinosaurios descritos en el país hasta la fecha; Padillasaurus. La formación también ha proporcionado muchas amonitas, fósiles, flora , decápodos y el tiburón fósil Protolamna ricaurtei .

## Descripción
La Formación Paja fue descrita por primera vez por O.C. Wheeler, de acuerdo con Morales (1958), y lleva el nombre de Quebrada La Paja , un afluente del río Sogamoso. La sección tipo está expuesta en las orillas norteñas de la quebrada en la confluencia del río Sogamoso en Betulia, Santander.
La formación se divide en los miembros de Lutitas Negras Inferiores, Arcillolitas Abigarradas y Arcillolitas con Nódulos Huecos, y se extiende a través de 450 kilómetros  de noreste a suroeste. La Formación Paja se superpone a las Formaciones Ritoque y Rosablanca y está cubierta por las Formaciones Simití y Tablazo y data del Hauteriviano al Aptiano tardío.

### Afloramientos
La sección tipo de la Formación Paja se encuentra en las orillas de la Quebrada La Paja en Betulia, Santander, donde la formación tiene un espesor de 625 metros. Afloramientos de la formación se extienden desde Simití en el norte, cerca de la frontera de Santander y Bolívar, donde la formación es compensada por la Falla de Simití , hasta el Anticlinal Pauna en San Pablo de Borbur, donde está la formación empujado sobre la Formación Ritoque en el sur.  En la extensión sur de las exposiciones, la formación surge en el norte de Tununguá, cerca de la falla de Ibacapí.. 
| Taxones de vertebrados de la Formación Paja | Taxones de vertebrados de la Formación Paja | Taxones de vertebrados de la Formación Paja | Taxones de vertebrados de la Formación Paja | Taxones de vertebrados de la Formación Paja | Taxones de vertebrados de la Formación Paja | Taxones de vertebrados de la Formación Paja |
| Género                                      | Especies                                    | Lugar                                       | Posición estratigráfica                     | Abundancia                                  | Notas | Imágenes                                    |
| ------------------------------------------- | ------------------------------------------- | ------------------------------------------- | ------------------------------------------- | ------------------------------------------- | --- | ------------------------------------------- |
| Monquirasaurus                              | Monquirasaurus boyacensis                   |                                             |                                             |                                             | Un gran pliosáurido, y un pariente de la especie australiana K. queenslandicus. |                                             |
| Stenorhynchosaurus                          | S. munozi                                   |                                             | Miembro Arcillolitas abigarradas            |                                             | Un pequeño pliosáurido, de cerca de 3 metros de longitud. Anteriormente considerado como un pariente cercano de Brachauchenius lucasi de América del Norte.                                       |                                             |
| Sachicasaurus                               | S. vitae                                    |                                             | Miembro Arcillolitas abigarradas            |                                             | Un enorme pliosáurido, posiblemente un pariente cercano de "K". boyacensis |                                             |
| Kyhytysuka                                  | K. sachicarum                               |                                             | Miembro Arcillolitas abigarradas            |                                             | Un ictiosaurio platipterigino, emparentado con P. americanum; antes incluido en el género Platypterygius.                                                                                         |                                             |
| Muiscasaurus                                | M. catheti                                  |                                             | Miembro Arcillolitas abigarradas            |                                             | Un ictiosaurio oftalmosáurido, parece haber ocupado un nicho diferente al de Kyhytysuka. |                                             |
| Callawayasaurus                             | C. colombiensis                             |                                             |                                             |                                             | Un plesiosaurio elasmosáurido, originalmente clasificado en Alzadasaurus. |                                             |
| Leivanectes                                 | L. bernadoi                                 |                                             |                                             |                                             | Un plesiosaurio elasmosáurido |                                             |
| Padillasaurus                               | P. leivaensis                               |                                             | Miembro Arcillolitas abigarradas            |                                             | Un dinosaurio braquiosáurido, que constituye el primer registro de un animal terrestre del área, así como el primer braquiosáurido del Cretácico hallado fuera de Norteamérica.                   |                                             |
| Desmatochelys                               | D. padillai                                 |                                             | Miembro Arcillolitas abigarradas            |                                             | Una especie perteneciente al género Desmatochelys, tortugas marinas de la extinta familia Protostegidae. Representa la más antigua tortuga marina conocida.                                       |                                             |
| Leyvachelys                                 | Leyvachelys cipadi                          |                                             | Miembro Arcillolitas abigarradas            |                                             | Una tortuga durófaga miembro de la familia Sandownidae; representa el primer registro de este grupo en América del Sur. Esta especie aparece también en la Formación Glen Rose en Estados Unidos. |                                             |

### Peces
- Protolamna ricaurtei[19]
- Strophodus rebecae[19]

### Ammonites

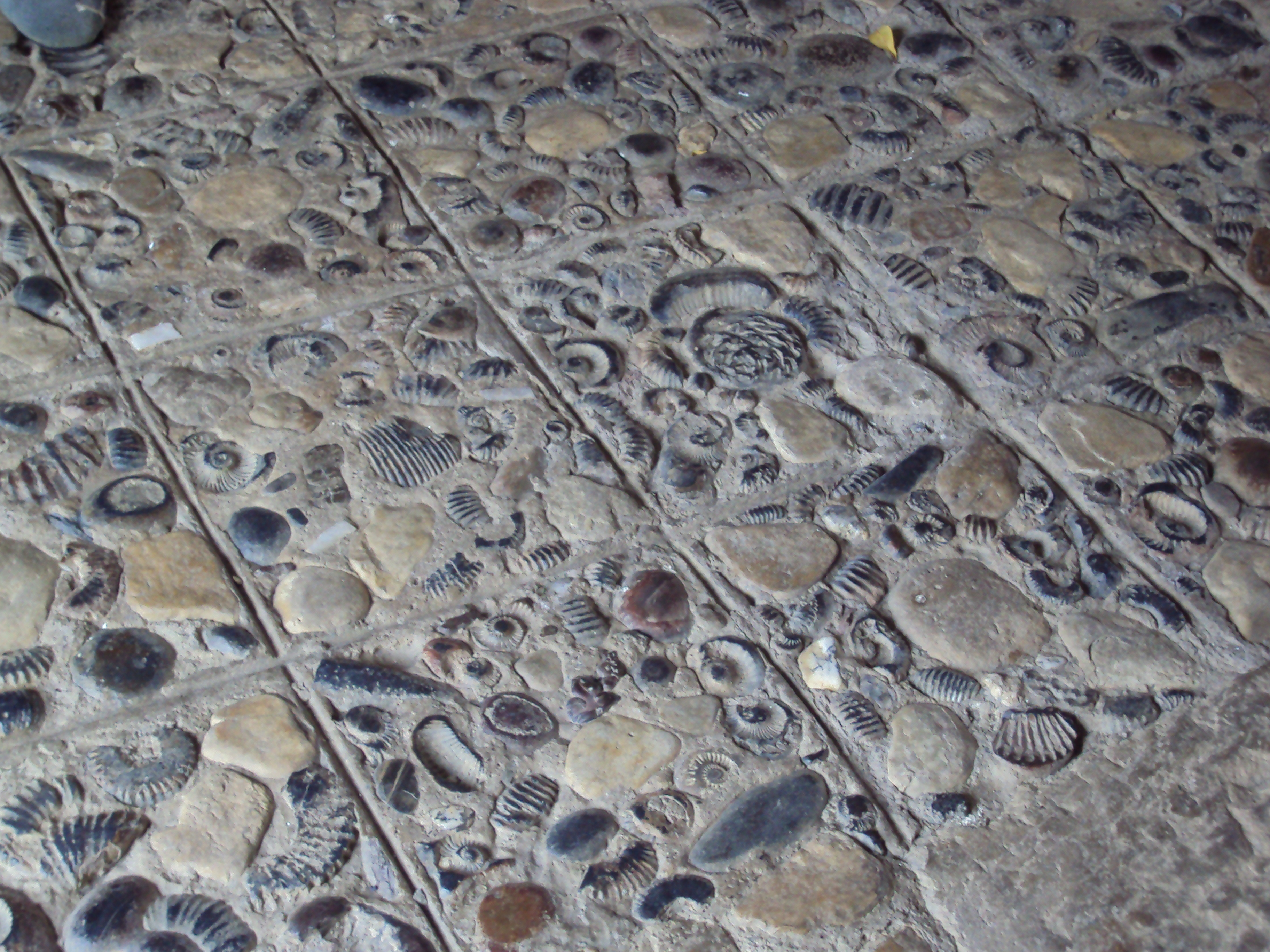
Ammonites de la Formación Paja en el piso del Convento del Santo Ecce Homo

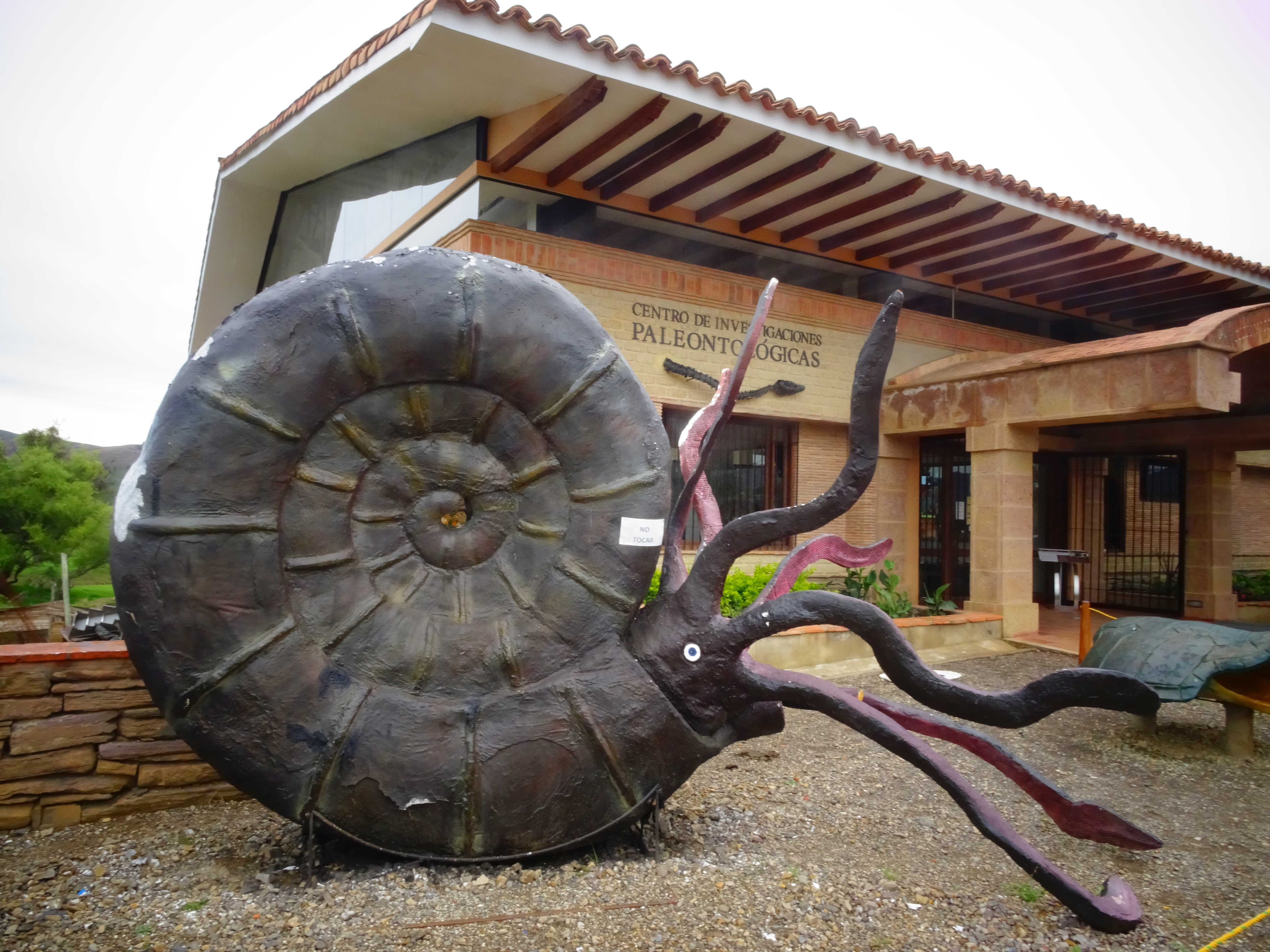
Centro de Investigaciones Paleontológicas

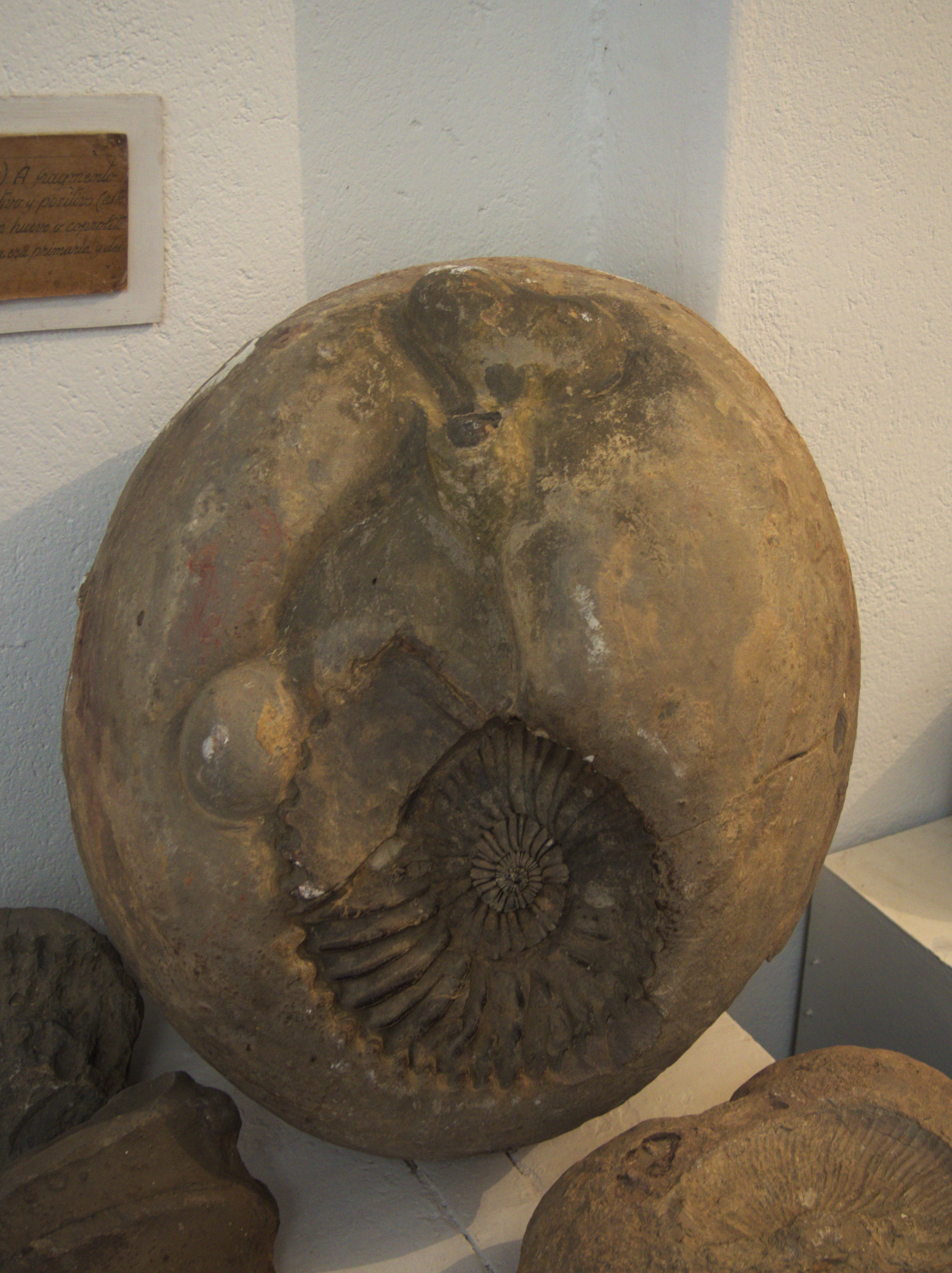
Ammonite en una concreción en el Museo Paleontológico de Villa de Leyva

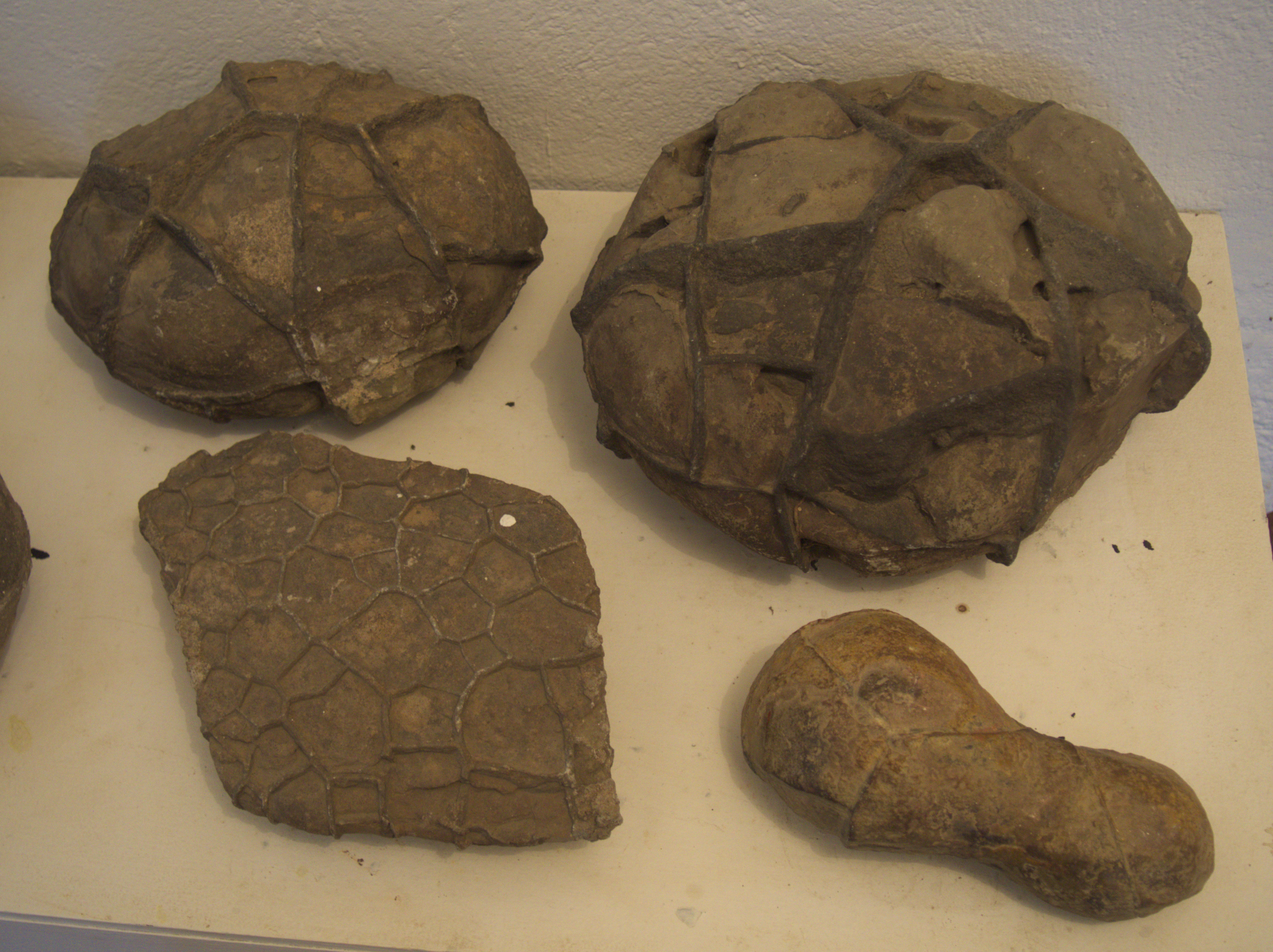
Concreciones septarias en el museo

| Ammonites de la Formación Paja       | Ammonites de la Formación Paja | Ammonites de la Formación Paja |
| Especies                             | Imágenes                       | Notas                          |
| ------------------------------------ | ------------------------------ | ------------------------------ |
| Acanthoptychoceras trumpyi           |                                | [ 20 ]                         |
| Ancycloceras vandenheckii            |                                | [ 21 ]                         |
| Ancycloceras vandenheckii velezianum | [ 22 ]                         |                                |
| Buergliceras buerglii                |                                | [ 20 ] [ 23 ]                  |
| Colchidites breistrofferi            |                                | [ 24 ] [ 25 ]                  |
| Crioceratites emerici                |                                | [ 26 ]                         |
| Crioceratites leivaensis             |                                | [ 27 ]                         |
| Crioceratites tener                  |                                | [ 28 ]                         |
| Hamiticeras chipatai                 |                                | [ 29 ]                         |
| Hamiticeras pilsbryi                 |                                | [ 30 ]                         |
| Hamulinites munieri                  |                                | [ 31 ]                         |
| Karsteniceras beyrichi               |                                | [ 32 ] [ 33 ]                  |
| Karsteniceras multicostatum          |                                | [ 34 ]                         |
| Monsalveiceras monsalvense           |                                | [ 35 ]                         |
| Nicklesia pulcella                   |                                | [ 20 ] [ 25 ]                  |
| Pariacrioceras barremense            |                                | [ 21 ]                         |
| Pedioceras asymmetricum              |                                | [ 36 ]                         |
| Pedioceras caquesense                |                                | [ 37 ]                         |
| Protanisoceras creutzbergi           |                                | [ 38 ]                         |
| Pseudoaustraliceras columbiae        |                                | [ 39 ]                         |
| Pseudoaustraliceras pavlowi          |                                | [ 40 ]                         |
| Pseudoaustraliceras ramososeptatum   |                                | [ 41 ]                         |
| Pseudocrioceras anthulai             |                                | [ 39 ]                         |
| Ptychoceras puzosianum               |                                | [ 24 ]                         |
| Tonohamites koeneni                  |                                | [ 42 ]                         |
| Criceratites sp.                     |                                | [ 20 ]                         |
| Pedioceras sp.                       |                                | [ 20 ]                         |
| Acanthohoplites                      |                                | [ 43 ]                         |
| Acrioceras julivertii                |                                | [ 44 ]                         |
| Colchidites apolinarii               |                                | [ 45 ]                         |
| Crioceratites portarum               |                                | [ 46 ]                         |
| Favrella colombiana                  |                                | [ 47 ]                         |
| Heinzia (Gerhardtia) veleziensis     |                                | [ 25 ]                         |
| Nicklesia didayana didayana          |                                | [ 48 ]                         |
| Nicklesia didayana multifida         |                                | [ 48 ]                         |
| Nicklesia dumasiana                  |                                | [ 48 ]                         |
| Nicklesia nolani                     |                                | [ 48 ]                         |
| Olcostephanus boussingaultii         |                                | [ 49 ]                         |
| Parasaynoceras horridum              |                                | [ 50 ]                         |
| Pseudohaploceras incertum            |                                | [ 48 ]                         |
| Psilotissotia colombiana             |                                | [ 51 ]                         |
| Pulchellia galeata                   |                                | [ 25 ]                         |
| Dufrenoyia sp.                       |                                | [ 52 ]                         |
| Valdedorsella sp.                    |                                | [ 48 ]                         |

### Crustáceos
| Crustáceos de la Formación Paja | Crustáceos de la Formación Paja | Crustáceos de la Formación Paja |
| Especies                        | Imagen                          | Notas                           |
| ------------------------------- | ------------------------------- | ------------------------------- |
| Bellcarcinus aptiensis          |                                 | [ 53 ]                          |
| Colombicarcinus laevis          |                                 | [ 54 ]                          |
| Notopocorystes kerri            |                                 | [ 55 ]                          |
| Planocarcinus olssoni           |                                 | [ 56 ]                          |
| Telamonocarcinus antiquus       |                                 | [ 57 ]                          |

### Flora
| Flora de la Formación Paja  | Flora de la Formación Paja | Flora de la Formación Paja |
| Especies                    | Imagen                     | Notas                      |
| --------------------------- | -------------------------- | -------------------------- |
| Frenelopsis cf. ramosissima |                            | [ 58 ]                     |
| Pseudofrenelopsis sp.       |                            | [ 59 ]                     |